# Cuisine des îles Cook

Fruit de pandanus.

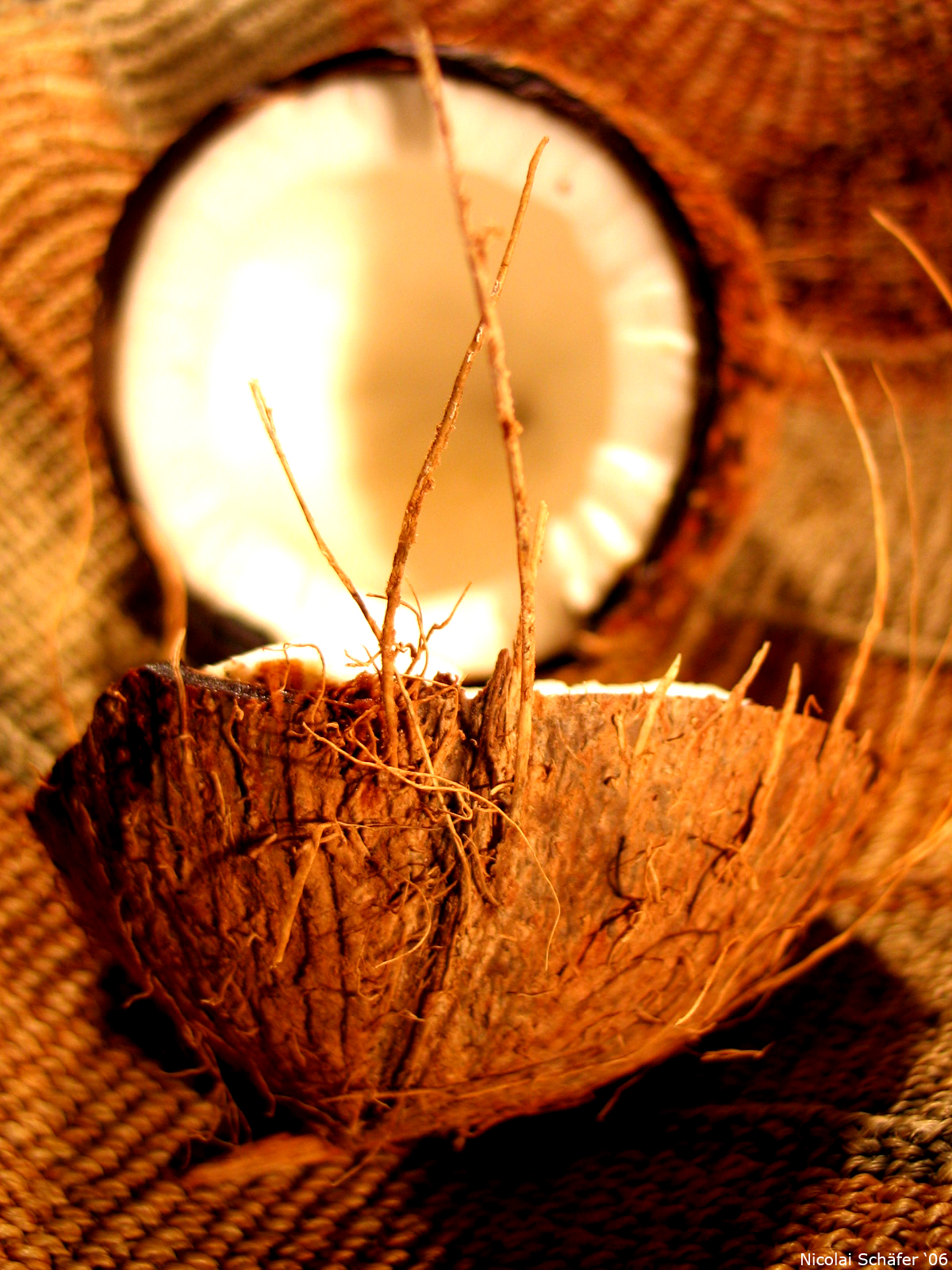
Noix de coco.

La cuisine des îles Cook ou cuisine cookienne est la cuisine traditionnelle de cet État archipel d'Océanie. C'est aussi l'une des plus réputées du Pacifique Sud.

## Aliments de base
Les aliments de base de la cuisine des Îles Cook sont essentiellement les fruits et légumes locaux tel que le pandanus, la noix de coco ainsi que le poisson et les fruits de mer.

## Principaux mets cookiens

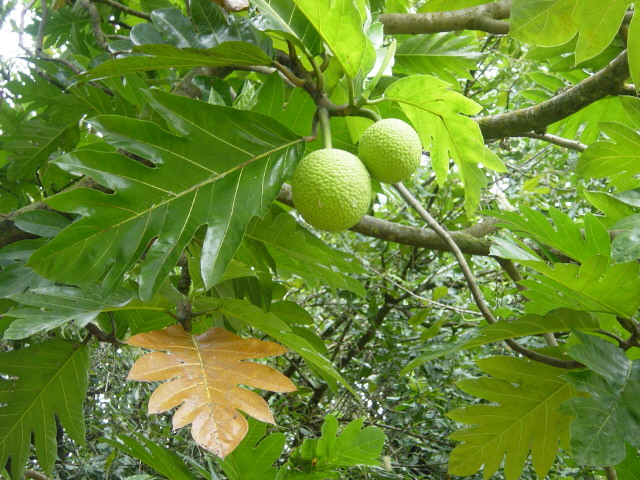
Fruit d'arbre à pain.

Le ika mata est l'un des plat les populaire de la cuisine cookienne. Il s'agit d'un poisson cru mariné au citron et au lait de coco.
Le anga kuru akaki ia désigne un fruit d'arbre à pain farci.
Le poke est un pudding de fruits exotiques au lait de coco.
Le pandanus est très populaire dans ce pays.